# فريدي مكوي
فريدي مكوي (بالإنجليزية: Freddie McCoy)‏ هو موسيقي أمريكي، ولد في 29 نوفمبر 1932، وتوفي في 27 سبتمبر 2009.

## وصلات خارجية
- فريدي مكوي على موقع ميوزك برينز (الإنجليزية)
- فريدي مكوي على موقع أول ميوزيك (الإنجليزية)
- فريدي مكوي على موقع ديسكوغز (الإنجليزية)